# Nagybörzsöny
Nagybörzsöny là một thị trấn thuộc hạt Pest, Hungary. Thị trấn này có diện tích 50,69 km², dân số năm 2010 là 782 người, mật độ 15 người/km².